# 黃純垓
黃純垓（?—?），湖南省郴州直隸州人，清朝政治人物、同進士出身。
光緒二十九年（1903年），参加光緒癸卯科殿試，登進士三甲第68名。同年閏五月，著交吏部掣签分发各省，以知县即用。